# Isis Love
Isis Love (Los Ángeles, California; 26 de agosto de 1980) es una actriz pornográfica estadounidense.

## Biografía
Isis Love, nombre artístico de Alia Kamika Jones, nació en el barrio de Winnetka, en la ciudad de Los Ángeles (California), en agosto de 1980, en una familia con ascendencia francesa y jamaicana.
Ingresó en la industria pornográfica en el año 2000, a los 20 años de edad. Ha trabajado para compañías como Evil Angel, New Sensations, Diabolic, Brazzers, Digital Playground, Bang Bros, Naughty America o Girlfriends Films, entre otras.
En 2012 estuvo nominada en los Premios AVN en la categoría de Mejor escena de trío M-H-M por la película Black Shack 2, nominación que compartió con Tori Black y Jon Jon.
Algunas películas de su filmografía son Pound the Round POV 8, BatFXXX - Dark Knight Parody, Big Cock Seductions 24, Girlztown, Immortal Desire, Latin Adultery 14, She Craves Dark Meat 2, Titterific 7 o Watch Me Cum 2.
Ha grabado más de 960 películas como actriz.

## Premios y nominaciones
| Año  | Ceremonia         | Resultado | Premio                                        | Trabajo                                                               |
| ---- | ----------------- | --------- | --------------------------------------------- | --------------------------------------------------------------------- |
| 2012 | Premios AVN       | Nominada  | Mejor escena de trío M-H-M                    | Black Shack 2                                                         |
| 2015 | Spank Bank Awards | Nominada  | Best Hands (aka Puppeteer of the Year)        | —                                                                     |
| 2016 | Spank Bank Awards | Nominada  | Puppeteer of the Year (aka Best Hands/Fister) | —                                                                     |
| 2021 | Premios AVN       | Nominada  | Mejor escena de sexo lésbico en grupo         | Isis Love Returns: Gia DiMarco and Alex More Welcome the Goddess Home |
| 2023 | Premios AVN       | Nominada  | Mejor escena de sexo en grupo                 | You Need to Fuck Everyone in This House                               |